# Ґродзисько (Лещинський повіт)
Ґродзисько (пол. Grodzisko, нім. Grätz) — село в Польщі, у гміні Осечна Лещинського повіту Великопольського воєводства.
Населення — 640 осіб (2011).
У 1975-1998 роках село належало до Лешненського воєводства.

## Демографія
Демографічна структура станом на 31 березня 2011 року:
|          | Загалом | Допрацездатний вік | Працездатний вік | Постпрацездатний вік |
| -------- | ------- | ------------------ | ---------------- | -------------------- |
| Чоловіки | 327     | 85                 | 215              | 27                   |
| Жінки    | 313     | 69                 | 191              | 53                   |
| Разом    | 640     | 154                | 406              | 80                   |